# Осипенко Мотрона Павлівна
Мотро́на Па́влівна Осипе́нко (1926 — 2011) — передовик сільського господарства Української РСР, ланкова колгоспу «Новий шлях» (с. Піски) Чернігівського району Чернігівської області.
У 1950 році за отриманий високий врожай льону отримала звання Героя Соціалістичої Праці.